# 미역귀
미역귀는 미역 대가리, 미역 귀다리, 곽이(藿耳)라고도 불리며 해저지면에 부착된 미역의 윗동을 가리킨다. 다소 두툼하고 딱딱하며 주릅잡힌 다발 모양의 부위이다. 미역의 생식 세포가 모여 있으며 이곳에서 나오는 포자로 미역이 번식한다. 물에 불리면 끈끈한 점액이 나온다. 탄탄한 식감과 함께 영양이 풍부한 것으로 인식되어 한국과 일본에서는 음식 재료로도 사용된다. 한국에서는 국이나 무침, 튀각 등으로 조리하여 먹는다.
알긴산과 후코이단 등의 수용성 식물섬유를 함유하고 있어서 점액 성분과 미네랄, 에이코사펜타엔산 등의 불포화 지방산을 미역잎보다 많이 함유하고 있어서 건강식품으로 섭취되기도 하지만 의학적 근거가 충분히 밝혀지지는 않았다.